# Baby Face (brano musicale)
Baby Face è una canzone popolare, scritta da Harry Akst e Benny Davis e interpretata originariamente da Jan Garber nel 1926, riscuotendo successo.
La canzone è stata successivamente reincisa da una gran quantità di artisti tra cui Al Jolson e The Revelers.

## Cover
Come detto, della canzone sono state eseguite numerose cover, tra cui una di Little Richard pubblicata nel 1958, con la quale ha raggiunto la posizione numero 20 della R&B chart e alla pop chart negli Stati Uniti, mentre nel 1975 il gruppo musicale The Wing & a Prayer Fife & Drum Corps ha raggiunto la seconda posizione per due settimane nella disco chart statunitense, alla 32 della soul chart e alla 14 della Billboard Hot 100, anche queste degli Stati Uniti.
La canzone è stata anche inclusa nel film Millie in qualità di canzone dell'"età del jazz" ed è stata eseguita dal vivo dal gruppo musicale rock The Kinks, venendo anche inserita nel loro album live Everybody's in Show-Biz.
In Italia, la canzone è stata reincisa da Beatrice Magnanensi nel 1993 per il programma televisivo Non è la RAI e interpretato durante la trasmissione da Angela Di Cosimo, e inserita nella compilation Non è la Rai 2 legata al programma.